# 李家駒

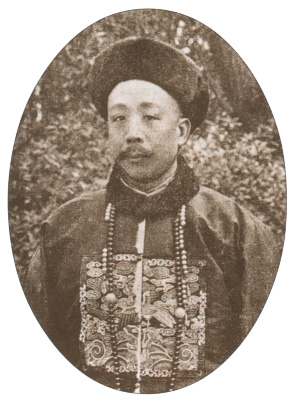

李家駒（1871年—1938年），字昂若，號柳溪，广州驻防漢軍正黃旗人。清末民初政治人物。

## 生平
光緒二十年（1894年）甲午恩科二甲第三名進士，同年五月，改翰林院庶吉士。光緒二十一年四月，散館，授翰林院編修。光绪二十九年（1903年）出督湖北學政，調東三省，不久，改任京師大學堂監督。三十三年（1907年），任考察日本宪政大臣，授內閣學士，赴日拜訪伊藤博文。
宣統元年（1909年），署學部左侍郎。三年（1911年）兼任協同纂拟宪法大臣、资政院總裁等職。民國三年（1914年），擔任參政院参政。袁世凯復辟称帝期間，曾接受封銜。民國二十七年（1938年）卒。